# Émile Counord
 (août 2020).
Émile-Pierre Counord, né le 27 octobre 1842 à Bergerac en Dordogne et mort le 22 février 1927 à Bordeaux, est un ingénieur civil, industriel et homme politique français. 
Ami de Gambetta, il contribue au développement et à l'affermissement de la République dans le Sud-Ouest. Il crée à Bordeaux une importante scierie.

## Biographie
Émile-Pierre Counor naît le 27 octobre 1842 à Bergerac,. Après des études scientifiques (École Impériale des Arts-et-Métiers, Promotion Angers 1858) et l'obtention du titre d’ingénieur civil à l'âge de 23 ans, il crée à Bordeaux dès 1866 une importante scierie à vapeur, à laquelle il apportera sans cesse des améliorations qui la maintiendront au premier rang des usines de ce genre.
Républicain engagé, dévoué de bonne heure aux idées libérales, il est élu député de Bordeaux le 20 février 1876 et est l'un des derniers intimes de Léon Gambetta. C'est lui qui organise la campagne électorale de l'illustre tribun. C'est aussi sous sa présidence que se déroule à Bordeaux le 30 août 1885, la manifestation au cours de laquelle Jules Ferry vient développer le programme des républicains du gouvernement, aux élections législatives du 4 octobre suivant.
Membre du Conseil d'arrondissement de Bordeaux de 1875 à 1880 et du Conseil général de la Gironde de 1880 à 1892,, il prend vite dans cette assemblée une place importante en tant que membre du Groupe des républicains progressistes, et « eut la plus large part dans la conclusion du nouveau pacte de Bordeaux, lors des élections municipales ».
Émile Counord est aussi l'un des précurseurs de la lutte pour les Droits de l'Homme dans la région et occupe en 1899 la fonction de Président de la Section bordelaise de la Ligue française pour la défense des Droits de l’Homme en succédant à son fondateur, Émile Durkheim, philosophe et père de la sociologie française.
Dreyfusard convaincu, Émile Counord, tout comme Émile Loubet (qui sera élu Président de la République un peu plus tard), fait partie des 363 députés du « Bloc des Gauches » à voter la défiance au gouvernement d'ordre moral du Duc de Broglie le 17 juin 1877. En cela, il faut peut-être voir le premier geste fondateur d’une complicité politique entre Émile Counord et le futur Président de la République Émile Loubet ; complicité qui pourrait expliquer les liens d’amitié qui se noueront ultérieurement entre les deux personnalités politiques.
En tant que « dreyfusard », le positionnement  politique d'Émile Counord apparait clairement, et d'une manière continue, au moins jusqu’en 1906, date à laquelle, dans une lettre ouverte, il prend publiquement la défense du doyen de la Faculté des lettres de Bordeaux, sanctionné par le Ministre de l'instruction publique de l’époque, Léon Bourgeois, pour avoir critiqué l’injustice subie par Dreyfus. 
Émile Counord est Président du Comité du monument Gambetta de 1900 à 1906 et reçoit dans ce contexte chez lui à Bordeaux, le Président de la République Émile Loubet le 25 avril 1905.
En plus de ses lettres ouvertes et discours politiques, Émile Counord a donné de nombreuses conférences. Plusieurs de ses lettres et conférences ont été imprimées, dont : Du rachat des canaux du Midi, Bordeaux 1882, et « Cercle national de Bordeaux, 14 cours de l'Intendance », Bordeaux, impr. Gounouilhou, 1923.

## Président du Comité Gambetta (1900-1906)
Lorsque  fut créé le Comité pour ériger une statue de Gambetta à Bordeaux, Émile Counord en est nommé le président ; projet auquel il se dévoue tout entier. 
Le profil et le parcours d'Émile Counord permettent à bien des égards, de deviner les raisons d'une telle nomination. Il était reconnu non seulement comme un brillant ingénieur civil dès l'âge de 24 ans, mais il aussi pour sa sensibilité artistique : son amour du violon qu’il développe grâce à son éducation musicale d'une part, et son intérêt pour la peinture, l'architecture et la sculpture d'autre part(Note : À l’âge de 21 ans Counord fonde une sorte de cénacle avec trois amis de son âge dont le peintre Albéric Dupuy et le violoncelliste Gary avec lequel il partage son amour du violon. À toutes ces compétences techniques et artistiques, s’ajoute le fait qu'il est également l'un des derniers intimes de Gambetta et dispose d'un réseau étendu de relations politiques. Toutes ces qualifications et circonstances l'ont qualifié pour diriger le projet solennel du monument Gambetta, lequel prendra une envergure quasiment nationale.

## Popularité
Homme politique très influent mais aussi très populaire, Émile Counord semble avoir été particulièrement apprécié par la population bordelaise et girondine, admiré par ses amis les républicains et respecté même par ses adversaires politiques. C'est du moins ce que reflètent certains témoignages de ses contemporains, parmi les élus Bordelais et Girondins, mais aussi les officiels venant de Paris, dont nous citons le plus remarquable, le ministre Eugène Étienne, Ministre de la guerre, qui rendit visite à Counord à son domicile à Bordeaux, pour la dissolution du Comité Gambetta, et déclara à cette occasion  : « je suis particulièrement heureux d’être dans cette maison où la pensée de Gambetta a revécu par la bouche de M. Counord. Tous deux n’avaient qu'un seul but : faire la France grande et forte par la République » ; et ajouta :  «  Je suis heureux de voir mes officiers auprès de vous, M. Counord. Ils connaissent votre œuvre, ils sont les loyaux serviteurs de la République et ils savent que la France n’a pas dit son dernier mot ».
Certaines sources locales, spécialement dans les milieux des républicains, ont fait même de cette admiration une « vénération » qui s'est poursuivie bien après la retraite politique de Counord. C'est ainsi que le député Edouard Bertin - à l’occasion d'une réception à l'honneur de « l'éminent sénateur de la Gironde » Albert Decrais - dit « éprouver, en prenant la parole, une émotion d’autant plus grande qu’à ses côtés est venu s’asseoir un homme qui, ayant renoncé aux bénéfices d’une admirable vie politique pour vivre dans une noble retraite, n’en est pas moins le chef vénéré du parti républicain girondin. C'est M. Emile Counord ».
Nous[Qui ?] pouvons également mesurer la popularité de Counord à travers les hommages unanimes accompagnant les annonces de son décès dans presque tous les journaux de France. Citons[style à revoir] l'exemple du journal L'Écho, qui le décrit comme celui : «  dont le dévouement, l’activité et l'esprit contribuèrent, pour une large part, au développement et l’affermissement de la République dans le sud-ouest ».

## Le Président Loubet
En qualité de Président du Comité Gambetta, Émile Counord a joué à travers ce Comité le rôle le plus éminent dans le projet politique des républicains en lien avec le monument Gambetta. Ironie du sort, lors de l'inauguration du monument Gambetta à Bordeaux, Émile Counord, personnalité en tête du projet est absent. Alité, car victime un an plus tôt d'un sombre accident, il ne peut ni se déplacer pour participer aux festivités ni prendre la parole à cette occasion. Conscient de l'importance de l'homme et de son rôle ultime, le Président Loubet lui rend visite à son domicile le jour de l’inauguration le 25 avril 1905[réf. nécessaire].
La plupart des journaux qui ont relaté cet événement, fournissant de façon plus ou moins détaillée le programme de la visite du Président Loubet et des événements associés, décrivent aussi, en des termes presque identiques, cette visite exceptionnelle du Président Loubet au domicile de Counord à Bordeaux : « Le Président fait arrêter son landau, en cours de route, devant le domicile de M. Counord, président du Comité du monument Gambetta, l'un des doyens de la démocratie girondine. M. Counord étant dans un état de santé qui l'empêche de quitter le lit, le chef de l'Etat tient à faire auprès de lui une démarche personnelle dont il se montre excessivement touché.»

## Acteur économique de Bordeaux
Émile Counord est l'un des grands industriels de la Gironde. Il construisit avec son associé M. Larrieu, tous deux ingénieurs des plus distingués, une grande usine-scierie mécanique qui s’étendait sur une superficie d'environ 600 m2, avec près de 4 000 mètres d’énormes piles de bois de pin, des merrains, etc. Cette scierie se situait entre le cours Saint-Louis, le cours du Médoc et le cours Journu-Aubert. Emile Counord et son associé avaient mis tous leurs soins à s’établir de manière à ne redouter aucune concurrence. 
Dans la nuit du mardi au mercredi, correspondant à la nuit du 13 au 14 octobre 1874, sa scierie subit un incendie dévastateur. Les 4 000 mètres de bois sont carbonisés ; quant à la scierie mécanique, il n'en reste rien. « Aussi l'incendie a-t-il détruit pour plusieurs centaines de mille francs de bois », et selon les estimations de l'époque, « une seule machine représentait une valeur de trente mille francs, achat brut (…) » . « Environ 600 m2 en feu, entre le cours Saint-Louis, et le cours du Médoc et le Cours Journu-Aubert. Telle a été l'intensité de la chaleur, que des maisons situées sur l’autre côté des cours Saint-Louis et Journu-Aubert ont brûlé dans des proportions notables ». Le désastre de MM. Counord et Larrieu atteignit du même coup plusieurs industriels de la ville qui, d’habitude, allaient faire scier ou redresser les bois à la scierie du Médoc, dont le remarquable outillage avait fait la réputation », sans compter les cinquante ouvriers qui se retrouvaient sans travail.

## Décès
Isolé et très affaibli par la maladie, Émile Counord meurt, sans laisser d'enfants, à l’âge de 85 ans, le 22 février 1927 à Bordeaux,. La nouvelle du décès du grand « doyen de la démocratie girondine » fut relayée par l’ensemble de la presse française,. L'Excelsior a écrit qu'Émile Counord a largement contribué au développement et à l'affermissement de la République dans le Sud-Ouest.

## Hommages
- Une rue porte son nom à Bergerac[24].
- Une station de la ligne C du tramway bordelais porte son nom[réf. nécessaire].